# Bossus-lès-Rumigny
Bossus-lès-Rumigny ist eine französische Gemeinde mit 95 Einwohnern (Stand 1. Januar 2022) im Département Ardennes in der Region Grand Est (vor 2016 Champagne-Ardenne). Sie gehört zum Arrondissement Charleville-Mézières, zum Kanton Signy-l’Abbaye und zum Gemeindeverband Ardennes Thiérache.

## Geographie
Die Gemeinde liegt im 2011 gegründeten Regionalen Naturpark Ardennen. Umgeben wird Bossus-lès-Rumigny von den Nachbargemeinden Auge im Norden, Antheny im Osten, Rumigny im Südosten, Hannappes im Südwesten sowie Logny-lès-Aubenton im Westen.

## Geschichte
Auf dem Territorium von Bossus-lès-Rumigny wurden römische Gräber, Urnen und Münzen gefunden.

## Bevölkerungsentwicklung
| Jahr                       | 1962 | 1968 | 1975 | 1982 | 1990 | 1999 | 2005 | 2010 | 2019 |
| Einwohner                  | 163  | 144  | 134  | 134  | 136  | 94   | 87   | 102  | 96   |
| Quellen: Cassini und INSEE |      |      |      |      |      |      |      |      |      |

## Sehenswürdigkeiten
- Kirche Saint-Martin, erbaut im 16. Jahrhundert

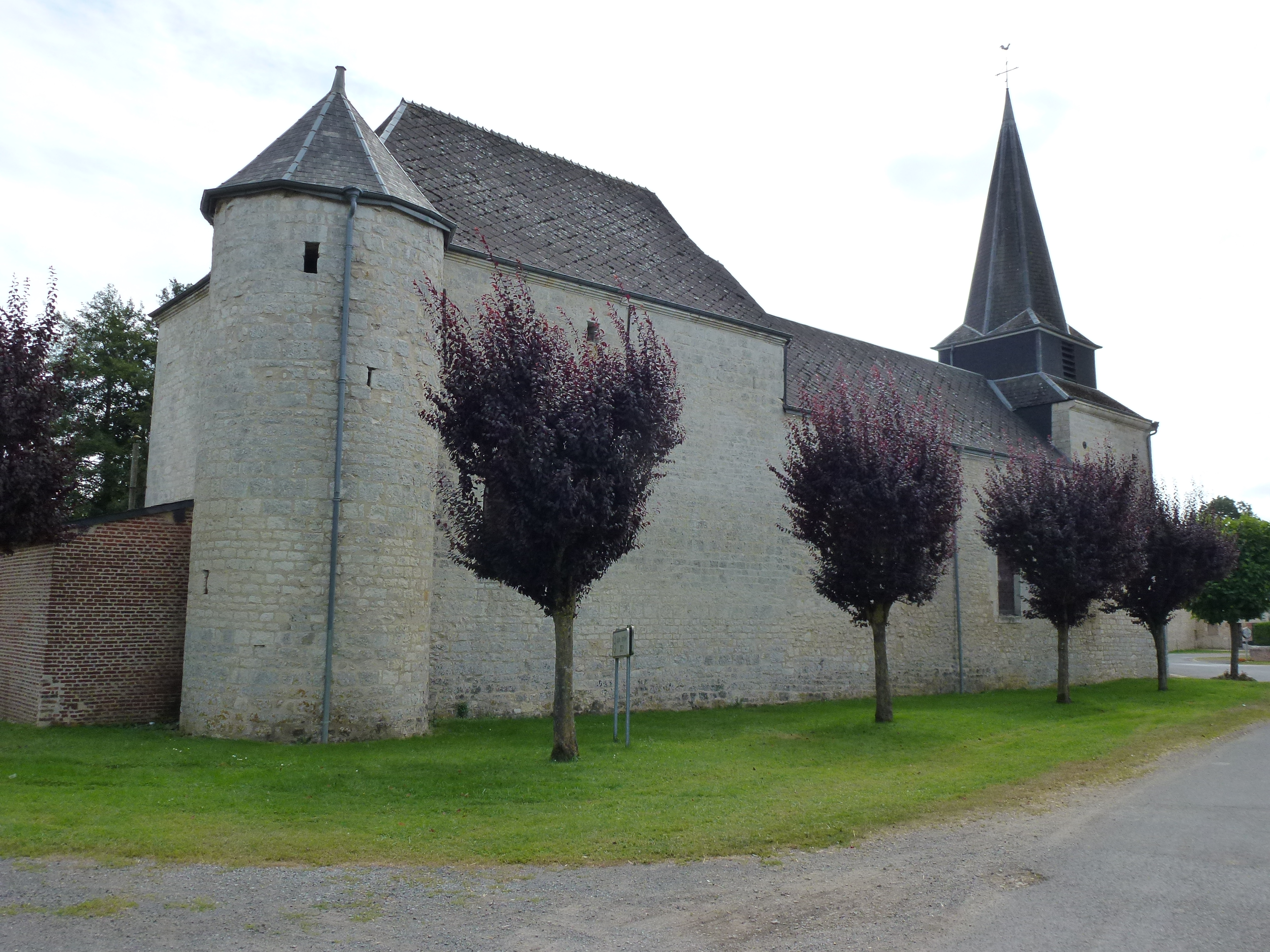
Kirche Saint-Martin
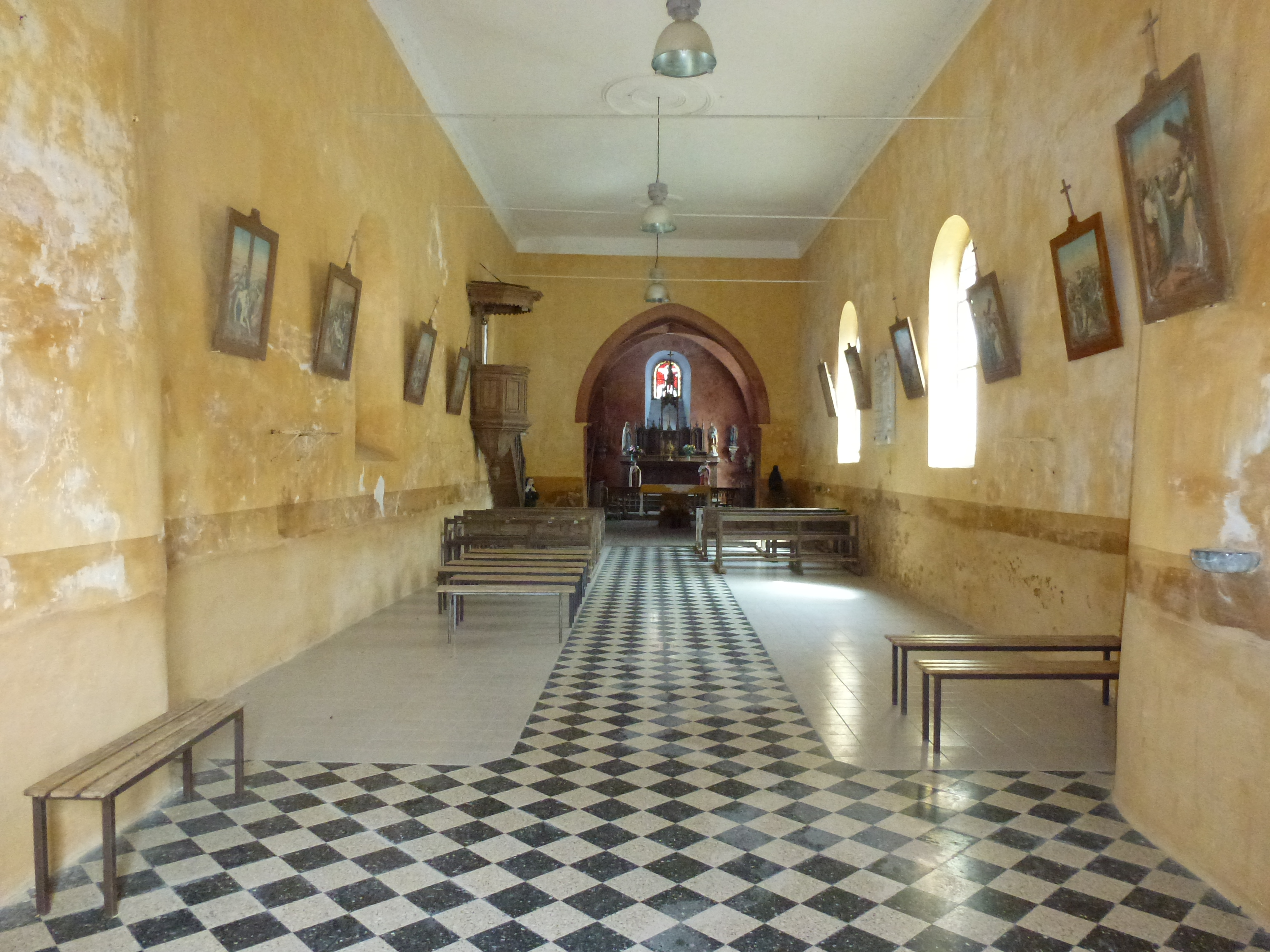
Innenraum des Langhauses
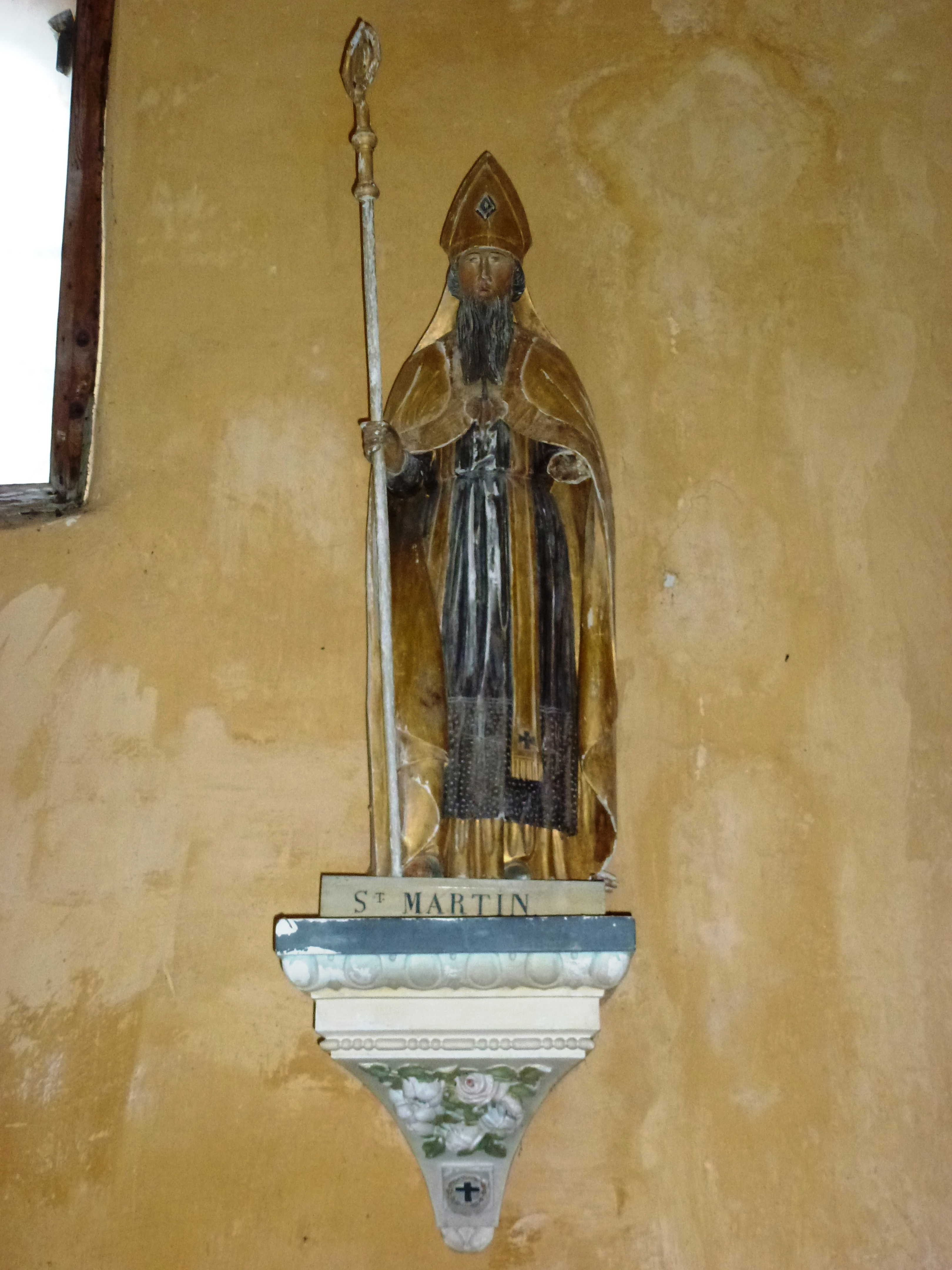
Statue des Heiligen Martin